# 王養粹
王養粹（?—?），字法乾，直隸蠡縣人。
清代諸生，爲顏元終身摰友，並共立日記，並規定每五日送“規過紙”。還在規過會中互相揭發對方所不察或不肯改正的過失。康熙十一年（1672年），王養粹接连丧妻、丧子，並透過《庄子》消磨，颜元“乃告以止会”，两个月后，王養粹亲自前來悔過，並声请恢复規過会。颜元承认 “吾行家礼、学仪，皆始自法乾。”李塨娶王養粹之妹為妻。